# Afronoserius ocapamensis
Afronoserius ocapamensis är en skalbaggsart som först beskrevs av Pierre Lepesme 1953.  Afronoserius ocapamensis ingår i släktet Afronoserius och familjen långhorningar. Inga underarter finns listade i Catalogue of Life.